# Marlon Torres
Marlon Torres (Barranquilla, Atlántico, Colombia; 17 de abril de 1996) es un futbolista colombiano que juega de defensa. Su equipo actual es el Deportes Tolima de la Categoría Primera A. 
Ha sido campeón de la liga colombiana 2 veces con el América de Cali y figura del mismo en muchos encuentros en el 2019 a 2020 hizo pareja con su compañero Juan Pablo Segovia  pero desde la marcha del mismo para a finales de 2020 hacia el país de México ha tenido varios compañeros más pero siempre siendo figura del equipo y arriesgando su integridad por evitar goles.

## Características
Defensor central Derecho fuerte, lo cual le permite ganar duelos y tener buen juego aéreo. Rápido en transiciones defensivas, siendo un líder en el terreno de juego siendo un buen cabeceador por ejemplo el día 31 de marzo de 2021 hizo un gol de cabeza a Millonarios Futbol Club el cual le dio la victoria al equipo escarlata.

## Clubes
- Actualizado de acuerdo al último partido jugado el 15 de junio de 2025.

| Club                 | País     | Año        | Partidos | Goles | Asist |
| -------------------- | -------- | ---------- | -------- | ----- | ----- |
| Atlético Nacional    | Colombia | 2014-2016  | 2        | 1     | 0     |
| Leones F.C           | Colombia | 2016       | 30       | 1     | 0     |
| Atlético Bucaramanga | Colombia | 2017-2018  | 80       | 3     | 1     |
| América de Cali      | Colombia | 2019-2022  | 119      | 2     | 2     |
| Santa Fe             | Colombia | 2023       | 10       | 0     | 1     |
| Deportes Tolima      | Colombia | 2023 - Act | 79       | 1     | 0     |
| Total                | Total    | Total      | 320      | 8     | 4     |

### Resumen estadístico
|                       | Partidos | Goles | Promedio |
| --------------------- | -------- | ----- | -------- |
| Liga                  | 212      | 6     | 0.03     |
| Copas nacionales      | 14       | 1     | 0.07     |
| Copas internacionales | 11       | 0     | 0        |
| Total                 | 237      | 7     | 0.03     |

## Palmarés

### Títulos nacionales
| Título                | Club              | País     | Año  |
| --------------------- | ----------------- | -------- | ---- |
| Torneo Apertura       | Atlético Nacional | Colombia | 2014 |
| Torneo Finalización   | Atlético Nacional | Colombia | 2015 |
| Superliga de Colombia | Atlético Nacional | Colombia | 2016 |
| Torneo Finalización   | América de Cali   | Colombia | 2019 |
| Campeonato colombiano | América de Cali   | Colombia | 2020 |

### Distinciones individuales
| Distinción                         | Año  |
| ---------------------------------- | ---- |
| Once ideal del Torneo Finalización | 2019 |